# Narceina
La narceina è un alcaloide isochinolinico contenuto nell'oppio che viene prodotta dalla pianta Papaver somniferum. L'etimologia del nome deriva dal greco νάρκη (nárkē) che significa torpore.
La sostanza è dotata di debole azione narcotizzante e di azione spasmolitica.